# Dorcadion karsense
Dorcadion karsense là một loài bọ cánh cứng trong họ Cerambycidae.